# ألان هايمان
ألان هايمان هو ملحن وكاتب أغاني كوري جنوبي، ولد في 16 مارس 1931 في نيويورك في الولايات المتحدة، وتوفي في 1 مارس 2014 في سول في كوريا الجنوبية.

## وصلات خارجية
- ألان هايمان على موقع IMDb (الإنجليزية)